# Platyrhina hyugaensis
Platyrhina hyugaensis är en rockeart som beskrevs av Iwatsuki, Miyamoto och Nakaya 20. Platyrhina hyugaensis ingår i släktet Platyrhina och familjen Rhinobatidae. Inga underarter finns listade i Catalogue of Life.